# Грицевичі (Жабинківський район)
Грицевичі (біл. Грыцэвічы) — село в Білорусі, у Жабинківському районі Берестейської області. Орган місцевого самоврядування — Кривлянська сільська рада.

## Історія
У 1926 році мешканці села зверталися до польської влади з проханням відкрити українську школу.

## Населення
За переписом населення Білорусі 2009 року чисельність населення села становила 109 осіб.